# Yoyo-test
 Der er for få eller ingen kildehenvisninger i denne artikel, hvilket er et problem. Du kan hjælpe ved at angive troværdige kilder til de påstande, som fremføres i artiklen.

En YoYo-test er en løbetest, hvori man kan måle sit kondital. Den bliver også ofte kaldt en bip-test.
Man opmåler en 20 meter lang bane. Testpersonerne løber mellem de opmålte punkter. Man kan eventuelt bruge en CD hvorpå de forskellige niveauer markeres ved et "bib". Tidsrummet, man har til at gennemføre banen, bliver hele tiden kortere, og når man ikke længere kan gennemføre banen indenfor bibbene, kan man aflæse ens kondital på en tabel.
Konditallet tager hensyn til testpersonernes alder og køn. Konditallet er et udtryk for et menneskes maksimale iltoptagelse: optagelse af ilt i milliliter pr. kg pr. minut (mL O2/kg/min).

## Eksterne Henvisninger
- Yoyo-test